# ماونت إيري
ماونت إيري (كارولاينا الشمالية) (بالإنجليزية: Mount Airy, North Carolina)‏ هي مدينة تقع في الولايات المتحدة في مقاطعة سوري، كارولاينا الشمالية.  يقدر عدد سكانها بـ 10,388 نسمة ومساحتها 21.7 كم2  وترتفع عن سطح البحر 340 متر.

## التركيبة السكانية
حدّد مكتب تعداد الولايات المتحدة بيانات التركيبة السكانية لماونت إيري في تعداد الولايات المتحدة. في ما يلي، التركيبة السكانية حسب تعدادي 2000 و2010.

### تعداد عام 2000
بلغ عدد سكان ماونت إيري 8,484 نسمة بحسب تعداد عام 2000، وبلغ عدد الأسر 3,667 أسرة وعدد العائلات 2,132 عائلة مقيمة في المدينة. في حين سجلت الكثافة السكانية 276.9 نسمة لكل كيلومتر مربع (717.2/ميل2). وبلغ عدد الوحدات السكنية 4,129 وحدة بمتوسط كثافة قدره 134.8 لكل كيلومتر مربع (349.1/ميل2).
وتوزع التركيب العرقي للمدينة بنسبة 85.34% من البيض و7.99% من الأمريكيين الأفارقة و0.35% من الأمريكيين الأصليين و2.55% من الأمريكيين ذوي الأصول الآسيوية و0.05% من سكان جزر المحيط الهادئ و2.49% من الأعراق الأخرى و1.24% من عرقين مختلطين أو أكثر و5.87% من الهسبانيون أو اللاتينيون من أي عرق.
بلغ عدد الأسر 3,667 أسرة كانت نسبة 26.8% منها لديها أطفال تحت سن الثامنة عشر تعيش معهم، وبلغت نسبة الأزواج القاطنين مع بعضهم البعض 40.6% من أصل المجموع الكلي للأسر، ونسبة 14% من الأسر كان لديها معيلات من الإناث دون وجود شريك،  بينما كانت نسبة 3.5% من الأسر لديها معيلون من الذكور دون وجود شريكة وكانت نسبة 41.9% من غير العائلات. تألفت نسبة 38.5% من أصل جميع الأسر من عدة أفراد يعيشون في نفس المنزل ونسبة 19.6% كانت تتألف من شخص يعيش بمفرده يبلغ من العمر 65 عاماً أو أكثر. وبلغ متوسط حجم الأسرة المعيشية 2.16، أما متوسط حجم العائلات فبلغ 2.87.
بلغ العمر الوسطي للسكان 42.7 عاماً. وكانت نسبة 21.5% من القاطنين تحت سن الثامنة عشر، وكانت نسبة 6.4% بين الثامنة عشر والرابعة والعشرين عاماً، ونسبة 24.8% كانت واقعةً في الفئة العمرية ما بين الخامسة والعشرين والرابعة والأربعين عاماً، ونسبة 20.7% كانت ما بين الخامسة والأربعين والرابعة والستين، ونسبة 20% كانت ضمن فئة الخامسة والستين عاماً فما فوق. يوجد لكل 100 أنثى 85.2 ذكر، ويوجد لكل 100 أنثى في الثامنة عشر من عمرها فما فوق 78.9 ذكر.
بلغ متوسط دخل الأسرة في المدينة 26,910 دولارًا، أما متوسط دخل العائلة فبلغ 33,412 دولارًا. وكان متوسط دخل الذكور 27,299 دولارًا مقابل 24,830 دولارًا للإناث. وسجل دخل الفرد الخاص بالمدينة 17,237 دولارًا. وكانت نسبة 17.4% من العائلات ونسبة 19.9% من السكان تحت خط الفقر، وكان من هؤلاء نسبة 24.6% تحت سن الثامنة عشر ونسبة 20.7% في الخامسة والستين من العمر وما فوق.

### تعداد عام 2010
بلغ عدد سكان ماونت إيري 10,388 نسمة بحسب تعداد عام 2010، وبلغ عدد الأسر 4,721 أسرة وعدد العائلات 2,706 عائلة مقيمة في المدينة. في حين سجلت الكثافة السكانية 339 نسمة لكل كيلومتر مربع (878.0/ميل2). وبلغ عدد الوحدات السكنية 5,296 وحدة بمتوسط كثافة قدره 172.8 لكل كيلومتر مربع (447.5/ميل2).
وتوزع التركيب العرقي للمدينة بنسبة 84.15% من البيض و8.24% من الأمريكيين الأفارقة و0.28% من الأمريكيين الأصليين و1.42% من الأمريكيين ذوي الأصول الآسيوية و0.06% من سكان جزر المحيط الهادئ و3.66% من الأعراق الأخرى و2.19% من عرقين مختلطين أو أكثر و6.73% من الهسبانيون أو اللاتينيون من أي عرق.
بلغ عدد الأسر 4,721 أسرة كانت نسبة 25% منها لديها أطفال تحت سن الثامنة عشر تعيش معهم، وبلغت نسبة الأزواج القاطنين مع بعضهم البعض 39.7% من أصل المجموع الكلي للأسر، ونسبة 13.9% من الأسر كان لديها معيلات من الإناث دون وجود شريك،  بينما كانت نسبة 3.7% من الأسر لديها معيلون من الذكور دون وجود شريكة وكانت نسبة 42.7% من غير العائلات. تألفت نسبة 39.5% من أصل جميع الأسر من عدة أفراد يعيشون في نفس المنزل ونسبة 18.9% كانت تتألف من شخص يعيش بمفرده يبلغ من العمر 65 عاماً أو أكثر. وبلغ متوسط حجم الأسرة المعيشية 2.13، أما متوسط حجم العائلات فبلغ 2.85.
بلغ العمر الوسطي للسكان 45.8 عاماً. وكانت نسبة 20.2% من القاطنين تحت سن الثامنة عشر، وكانت نسبة 7.4% بين الثامنة عشر والرابعة والعشرين عاماً، ونسبة 21.2% كانت واقعةً في الفئة العمرية ما بين الخامسة والعشرين والرابعة والأربعين عاماً، ونسبة 28.5% كانت ما بين الخامسة والأربعين والرابعة والستين، ونسبة 22.7% كانت ضمن فئة الخامسة والستين عاماً فما فوق. وتوزع التركيب الجنسي للسكان بنسبة 45.8% ذكور و54.2% إناث.

## أعلام
- دونا فارجو
- تشبي دين
- بات برستون
- أندي جريفيث
- فرانك بيمر
- جيمس تشايلدريس
- بيل ماكبرايد